# Austrocylindropuntia verschaffeltii
Austrocylindropuntia verschaffeltii (укр. Аустроциліндропунція Вершаффельта)  — сукулентна рослина з роду аустроциліндропунція родини кактусових.

## Видова назва
Ця аустроциліндропунція отримала видову назву на честь відомого бельгійської садівника Амброуза Вершаффельта (1825–1886).

## Загальна біоморфологічна характеристика
Невисокий чагарник, з безліччю циліндричних розгалужених пагонів до 10 см завдовжки, діаметром від 1,5 до 2,5 см.
У природних умовах цей вид, що зустрічається на великих висотах, відрізняється дуже приземистим і майже кулястим ростом, пагони злегка червоніють. В умовах Європи матово-зелені пагони діаметром 1-1,5 см стають набагато довше і несуть листя завдовжки до 3 см. Горбки невиразні.
Колючок 1-3, завдовжки до 3 см, майже щетинкоподібні, м'які, жовтуваті.
В культурі без колючок, тоді листя довше і тонше.
Квітки широко розкриті, насичено-червоні завдовжки до 4 см, діаметром 3,5 см.
Плоди еліпсоїдальної до грушоподібної форми, без колючок.
Ареоли жовтуваті без опушення.

## Ареал
Росте в Болівії — департаменти Чукісака, Кочабамба, Потосі, Тариха; Аргентині — провінції Катамарка, Жужуй, Сальта, Тукуман.

## Екологія
Росте у високих луках серед злакових рослин на кам'янистих ґрунтах у діапазоні висот — від 1500 до 3000 м над рівнем моря.

## Охорона у природі
Аустроциліндропунція Вершаффельта входить до Червоного списку Міжнародного Союзу Охорони Природи, стан — в найменшому ризику.
Цей вид має досить широкий ареал. Популяції стабільні. Присутній в декількох природоохоронних територіях. Рослини зустрічаються досить часто, але ростуть не рясно.

## Культивування
В період вегетації рослини утримують на сонячному місці, просто неба, до вологи ледь сприйнятливі. Погано переносять перегрів.
В період спокою утримують сухо за температури не менше 0 °C. Витримують коротке зниження температури до 6 °C морозу.
Субстрат: глинисто-гравієвий, слабо-кислий, рН 4,5-6.
Добре розмножується живцями.

## Підвиди
- Austroculindropuntia verschaffeltii var. digitalis — має тонкі довгі листки.
- Austroculindropuntia verschaffeltii var. hypsophila — має 7 коротких, коричнюватих колючок.
- Austroculindropuntia verschaffeltii var. longispina — пагони часто червонуваті, горбки дещо міцніші. Колючок 3-9, завдовжки до 5 см, білувато-рожевого забарвлення.

## Систематика
Деякими систематиками Austrocylindropuntia verschaffeltii розглядається як синонім виду Tephrocactus verschaffeltii (Cels ex F.A.C.Weber) D.R.Hunt & Ritz (укр. Тефрокактус Вершаффельта) з роду Tephrocactus (укр. Тефрокактус).